# أداما تراوري (لاعب كرة قدم مواليد 1989)
أداما تراوري (بالفرنسية: Adama Traoré)‏ (17 يناير 1989 بباماكو في مالي - ) هو لاعب كرة قدم مالي في مركز الوسط. شارك مع منتخب مالي لكرة القدم. أما مع النوادي، فقد لعب مع باريس سان جيرمان ونادي سانت دي ونادي كاليه ‏ وJS Centre Salif Keita ‏.

## وصلات خارجية
- أداما تراوري على موقع قاعدة بيانات كرة القدم.إي يو (الإنجليزية)
- أداما تراوري على موقع Soccerway.com (الإنجليزية)
- أداما تراوري على موقع عالم كرة القدم.نت (الإنجليزية)